# Гови-Алтај
Гови-Алтај (монг. Говь-Алтай аймаг — „Средишњи Гоби“) је једна од 21 провинције у Монголији. Налази се на у југозападном делу земље на обронцима планине Гоби Алтај.

## Географија
Површина провинције је 141.447 km², на којој живи 57.818 становника. Главни град је Алтај. Гови-Алтај је планинско-полупустињски предео где доминира са највишом тачком од 3.802 метра надм. висине. У регији постоји значајан број планинских извора и неколико мањих језера. Клима је оштра континентална, изразито планинска, зими су температуре у распону од —30°C до —35°C, а лети до +35°C. Провинција Гови-Алтај је основана 1940. године и састоји се од 18 округа.